# Hans Freudenthal
Pour les articles homonymes, voir Freudenthal.
Hans Freudenthal (17 septembre 1905 – 13 octobre 1990) est un mathématicien juif allemand, naturalisé néerlandais, spécialiste en topologie algébrique mais dont les contributions ont largement débordé ce domaine.
Très intéressé par l'enseignement des mathématiques, il  préside la Commission internationale de l'enseignement mathématique (ICMI), qui plus tard a créé une récompense en son honneur.
On lui doit notamment le problème de Freudenthal, dans lequel « savoir que quelqu'un ne sait pas permet de savoir ».
Il est l'inventeur du Lincos, un nouveau langage destiné à permettre la communication avec d'éventuels extraterrestres.

## Biographie
Hans Freudenthal naît le 17 septembre 1905 à Luckenwalde (Allemagne), où il passe son enfance et fait ses études jusqu'au Gymnasium. Son père est enseignant. Dès son enfance, il montre des dispositions pour les mathématiques, mais aussi un grand intérêt pour la littérature classique et la poésie. En 1923, il s'inscrit à l'université de Berlin pour étudier les mathématiques  et la physique. En 1927, il passe un semestre à Paris et rencontre Brouwer à Berlin. Il émigre en 1930 aux Pays-Bas, à Amsterdam, appelé par Brouwer qui en fait son assistant. Peu de temps après, il épouse Suus Lutter, une pédagogue néerlandaise. Cela ne l'empêche pas de terminer sa thèse à l'université de Berlin, sous la direction de Heinz Hopf, en 1931. Elle porte sur les groupes topologiques : « Über die Enden topologischer Räume und Gruppen ». C'est en 1937 qu'il démontra son théorème sur les suspensions.
Sa qualité de Juif lui vaut d'être suspendu de son poste à l'université d'Amsterdam pendant la Seconde Guerre mondiale. Comme sa femme est « aryenne », il n'est pas déporté vers un camp de la mort, mais « seulement » vers un camp de travail, ce qui lui permet de survivre au nazisme.
À partir de 1946, il est titulaire de la chaire de mathématiques pures et appliquées à l'université d'Utrecht, où il reste jusqu'en 1975. Sa méthode, en tant qu'enseignant, consiste à introduire les concepts par la résolution de problèmes concrets ou  de la vie courante. Il s'intéresse de plus en plus à l'éducation, jusqu'à créer un institut (qui porte aujourd'hui son nom) à Utrecht, à lancer la revue Educational Studies in Mathematics (en) et à devenir le huitième président de l'ICMI (1967 à 1970) dont il fait longtemps partie du comité exécutif (1963 à 1974).
Polyglotte (il parle couramment au moins néerlandais, allemand, russe, anglais, hébreu, latin, français), il s'intéresse à de nombreux domaines au point d'être surnommé Homo Universalis par le président de l'université d'Utrecht lors de l'inauguration de l'institut qui porte son nom.

## Apports en éducation
En 1971, il crée l'Instituut Ontwikkeling Wiskundeonderwijs (Institut pour le développement de l'enseignement des mathématiques) qui est rebaptisé Institut Freudenthal pour l'éducation aux sciences et mathématiques (en) à l'université d'Utrecht en 1991.
Depuis 2003, le prix Hans-Freudenthal  distingue tous les deux ans un auteur de recherches sur l'enseignement des mathématiques. Il est décerné par la Commission internationale de l'enseignement mathématique (CIEM) en son honneur.

## Le problème de Freudenthal
Ce problème paraît pour la première fois en néerlandais dans la revue Nieuw Archief voor Wiskunde en 1969 (série 3, volume 17, 1969, page 152) dont Freudenthal était rédacteur de la rubrique « problèmes ». La solution a été publiée dans le volume suivant, en 1970. 

### Énoncé
Le problème de Freudenthal peut être énoncé de la façon suivante.
Problème de Freudenthal — On choisit deux entiers X et Y, avec 1 < X < Y et X + Y ≤ 100. On indique à Patricia le produit P de X et Y. On indique à Sylvie la somme S de X et Y. Le dialogue est alors le suivant :
1. Patricia : « Je ne sais pas quels sont les nombres X et Y. »
2. Sylvie : « Je savais que vous ne connaissiez pas X et Y. »
3. Patricia : « Eh bien alors, maintenant, je connais X et Y. »
4. Sylvie : « Eh bien, moi aussi je les connais maintenant. »

Trouver X et Y.
Les phrases 1 et 2 qui affirment l'ignorance des deux personnages leur permettent de résoudre le problème. En effet, de nombreux entiers vérifient les conditions données dans le préambule. Mais la phrase 1 permet d'en éliminer certains (notamment ceux qui ne peuvent être écrits que sous la forme d'un produit unique XY). Les phrases 2, 3 et 4 permettent successivement d'éliminer tous ceux qui restent, sauf un couple de solutions.

### Résolution du problème
La solution du problème est X = 4, Y = 13.
1. Patricia connaît le produit P = XY mais ne peut donner la décomposition. On sait donc que P possède plusieurs décompositions possibles. C'est le cas par exemple des produits 12 = 2 × 6 = 3 × 4, 18 = 2 × 9 = 3 × 6, etc. Il existe 574 tels produits ambigus, le dernier étant 2400 = 40 × 60 = 48 × 50. Notons P1 l'ensemble de ces produits : P1 = {12, 18,..., 2400}.
2. Sylvie connaît la somme S = X + Y. Comme Sylvie dit « Je savais que vous ne saviez pas ! », cela signifie que, pour toutes les façons de décomposer S en somme de deux entiers, S = 2 + (S–2) = 3 + (S–3), etc. toutes donnent un produit ambigu élément de P1. C'est le cas par exemple de 11 = 2 + 9 de produit 18, 11 = 3 + 8 de produit 24, 11 = 4 + 7 de produit 28, 11 = 5 + 6 de produit 30. De telles sommes décrivent un ensemble S1 qui se réduit à S1 = {11, 17, 23, 27, 29, 35, 37, 41, 47, 53}.
3. Patricia peut alors conclure. Cela signifie que, parmi les multiples décompositions XY de son produit ambigu, une seule donne une somme X + Y élément de S1. Par exemple, si Patricia dispose du produit 18 = 2 × 9 = 3 × 6, elle constate que seul (2, 9) a une somme 11 appartenant à l'ensemble S1. Les produits ambigus dont une seule décomposition appartient à S1 décrivent un ensemble P2 qui se réduit à 86 éléments au lieu de 574, P2 = {18, 24, 28, 50, 52, 76,..., 702}.
4. Sylvie peut aussi conclure. Cela signifie que, parmi les décompositions de sa somme S = X + Y, une seule donne un produit élément de P2. Par exemple 11 = 2 + 9 = 3 + 8 = 4 + 7 = 5 + 6 donne les produits possibles 18, 24, 28 et 30 et deux de ces produits apparaissent dans l'ensemble P2. Dans ce cas, Sylvie ne pourrait donner X et Y. Les sommes dont une seule décomposition donne un produit élément de P2 décrivent un ensemble S2 qui se trouve être réduit à un seul élément : Il s'agit de 17 = 2 + 15 = 3 + 14 = 4 + 13 = 5 + 12 = 6 + 11 = 7 + 10 = 8 + 9 dont les produits sont 30, 42, 52, 60, 66, 70 et 72. Le seul produit dans P2 est 52.

Donc Sylvie sait (et nous-mêmes) que X + Y = 17 et XY = 52. Donc X = 4 et Y = 13.

## Sources